# 共青团南宁地委旧址
共青团南宁地委旧址，位于中国广西壮族自治区南宁市北宁街，为一个省级文物保护单位，类型为革命遗址及革命纪念建筑物，为第二批广西壮族自治区文物保护单位，公布时间为1981年8月25日。
共青团南宁地委旧址的历史年代为1926年。